# Matthew Digby Wyatt
Matthew Digby Wyatt (1820-1877) fue un arquitecto e historiador del arte inglés.

## Biografía
Arquitecto, escribió también sobre artes decorativas. Nació en 1820, el día 20 de julio, cerca de Devizes, donde estudió. Fue hermano del también arquitecto Thomas H. Wyatt. Marchó al continente en 1844, para estudiar los principales monumentos de Francia, Alemania e Italia, y retornó a Inglaterra en 1846, llevando con él, entre otros dibujos, una serie de estudios de iglesias, que fueron publicados de forma facsímil en 1848. Decoró el teatro New Adelphi en 1846. Publicó Views of the Crystal Palace and Park. En 1854 restauró parte de la iglesia de North Marston. Trabajó como arquitecto en edificios como el Royal Indian Lunatic Asylum de Ealing, el Royal Indian Civil Engineering College en Cooper's Hill, diversos cuarteles, capillas militares y hospitales. En 1855 aceptó el cargo de secretario honorario del Royal Institute of British Architects, que conservó hasta mayo de 1859. En 1860, el 7 de diciembre, se le concedió la cátedra Slade de Bellas Artes en la Universidad de Cambridge. Falleció el 21 de mayo de 1877 en Dimlands Castle, cerca de Cowbridge, en el sur de Gales.
Entre sus obras se encuentran títulos como Specimens of the Geometrical Mosaic of the Middle Ages (1848), Metal Work and its Artistic Design (1852), Industrial Arts of the Nineteenth Century (1853), Notices of Sculpture on Ivory (1856), Art Treasures of the United Kingdom (1857), What Illuminating was (1861) y Fine Art. En 1869 realizó un viaje por España, producto del cual resultó An architect's note-book in Spain: principally illustrating the domestic architecture of that country, con dibujos del autor.